# نیکول تام
 نیکوله تام (انگلیسی: Nicholle Tom؛ زادهٔ ۲۳ مارس ۱۹۷۸) یک هنرپیشه اهل ایالات متحده آمریکا است. وی از سال ۱۹۸۷ میلادی تاکنون مشغول فعالیت بوده‌است.
او در فیلم وحشت بازی کرده است.